# Monkey Tail Branch
Monkey Tail Branch är ett vattendrag i Belize.   Det ligger i distriktet Cayo, i den södra delen av landet, 60 km söder om huvudstaden Belmopan.
I omgivningarna runt Monkey Tail Branch växer i huvudsak städsegrön lövskog. Runt Monkey Tail Branch är det glesbefolkat, med 10 invånare per kvadratkilometer.